# Liparophyllum
Liparophyllum es un género con una especies de plantas de flores perteneciente a la familia Menyanthaceae. Se encuentran en Nueva Zelanda y Tasmania.
El nombre Liparophyllum viene del griego liparos, que significa "grueso" y  phyllon, que significa "hoja". Son plantas con rizoma con hojas lineares y flores de color blanco.

## Especies seleccionadas
- Liparophyllum gunnii Hook.f.

- Datos: Q1626089
- Multimedia: Liparophyllum / Q1626089
- Especies: Liparophyllum